# ساموئل پارلاتی
ساموئل پارلاتی (انگلیسی: Samuele Parlati؛ زادهٔ ۵ فوریهٔ ۱۹۹۷) بازیکن فوتبال است.
از باشگاه‌هایی که در آن بازی کرده‌است می‌توان به باشگاه فوتبال آسکولی و باشگاه فوتبال لچه اشاره کرد.